# Josh Radnor
Joshua "Josh" Thomas Radnor (Columbus, 29 de Julho de 1974) é um ator, diretor, cantor, escritor e roteirista norte-americano. Ficou conhecido por interpretar o personagem Ted Mosby na série vencedora de um Emmy, How I Met Your Mother, do canal CBS.

## Biografia
Josh nasceu em Bexley, Ohio. Cresceu em Bexley, um subúrbio de Columbus onde frequentou escolas judaicas, incluindo o Columbus Torah Academy. Josh graduou-se na Bexley High School e frequentou a Kenyon College, onde o departamento da sua escola de teatro apresentou-o com o Prémio Paul Newman, nomeado para o aluno mais famoso da escola. Josh recebeu o seu mestrado em artes plásticas na atuação da NYU's Tisch School of the Arts.
Josh vive em Los Angeles, na Califórnia. Atualmente, forma uma dupla de Folk com Ben Lee, chamada Radnor & Lee.
Josh se casou com a psicóloga clínica Jordana Jacobs em 6 de janeiro de 2024. 

## Filmografia

### Filmes
| Ano  | Título                                   | Papel           | Observações                |
| ---- | ---------------------------------------- | --------------- | -------------------------- |
| 2001 | Not Another Teen Movie                   | Guia de turismo |                            |
| 2010 | Happythankyoumoreplease                  | Sam Wexler      | Diretor, roteirista e ator |
| 2012 | Liberal Arts                             | Jesse Fisher    | Diretor, roteirista e ator |
| 2013 | Afternoon Delight                        | Jeff Boyardee   |                            |
| 2013 | The Galapagos Affair: Satan Came to Eden | John Garth      |                            |
| 2016 | The Seeker                               | Father          |                            |
| 2018 | Social Animals                           | Paul            |                            |

### Televisão
| Ano       | Título                | Papel               | Observação                         |
| --------- | --------------------- | ------------------- | ---------------------------------- |
| 2000      | Welcome to New York   | Doug                | Episódio: "The Crier"              |
| 2002      | Law & Order           | Robert Kitson       | Episódio: "Access Nation"          |
| 2002      | The Court             | Dylan Hirsch        | 3 episódios                        |
| 2003      | ER                    | Keith               | Episódio: "The Advocate"           |
| 2003      | Six Feet Under        | Will Jaffe          | Episódio: "The Trap"               |
| 2003      | Miss Match            | Andrew Gilbert      | Episódio: "I Got You Babe"         |
| 2005      | Judging Amy           | Justin Barr         | Episódio: "Too Little, Too Late"   |
| 2005–2014 | How I Met Your Mother | Ted Mosby           | Papel principal; 208 episódios     |
| 2007–2009 | Family Guy            | Ted Mosby (voz)     | 2 episódios                        |
| 2013      | Malviviendo           | Ele mesmo/cameo     | Episódio: "La cosa está muy negra" |
| 2016–2017 | Mercy Street          | Dr. Jedediah Foster | Papel principal; 12 episódios      |
| 2018      | Rise                  | Lou Mazzuchelli     | Papel principal; 10 episódios      |
| 2018      | Grey's Anatomy        | John                | Episódio: "Momma Knows Best"       |
| 2020–2023 | Hunters               | Lonny Flash         | Papel principal                    |